# Oratorio di San Prospero e Santa Caterina
L'oratorio di San Prospero e Santa Caterina è un luogo di culto cattolico situato nel comune di Camogli, adiacente ad una scalinata nei pressi di via della Repubblica, nella città metropolitana di Genova.

## Storia e descrizione

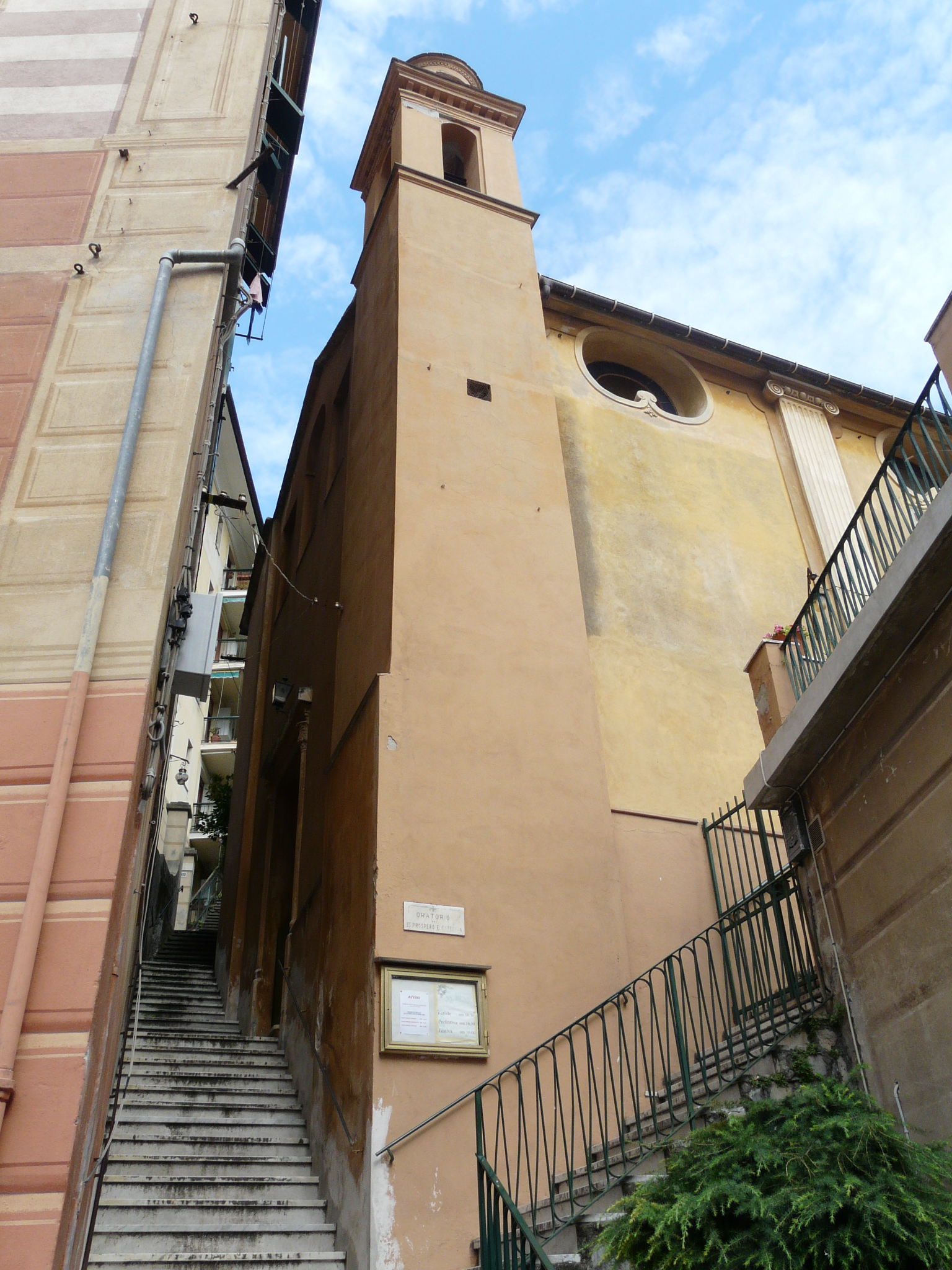
Particolare dell'edificio

Costruito nel XV secolo, molto probabilmente nel 1420, è stato ampliato nel Settecento.
All'esterno, sulla facciata, è presente un medaglione di marmo raffigurante il Cristo Risorto, rinvenuto in mare nel 1932.
All'interno decorazioni dell'arte barocca, e un crocifisso ligneo del XV secolo e tele di scuola ligure del XVIII secolo.